# Bolívia nos Jogos Olímpicos de Verão de 1968
A Bolívia competiu nos Jogos Olímpicos de Verão de 1968 na Cidade do México, México.

## Resultados por Evento

### Canoagem
- K-1 1.000m masculino:

- Fernando Inchauste - DNF

### Hipismo
- Roberto Nielsen-Reyes

### Tiro
- Carlos Asbun
- Ricardo Roberts